# Иван Петров (судно)
«Иван Петров» — судно ледового класса Л1 неограниченного района плавания, предназначенное для исследований в области океанографии, метеорологии, гидрохимии, биологии, а также доставки снабжения и персонала на гидрометеорологические станции.
Оснащено палубным гидравлическим краном грузоподъёмностью 3 тонны с вылетом стрелы 8,5 м и самоходной грузовой баржей дедвейтом 3 тонны с осадкой 0,6 м для перевозки грузов между судном и берегом.

## История судна
С 4 июля по 28 июля 2007 года на судне «Иван Петров» состоялась экспедиция Государственного океанографического института (ГОИН, г. Москва) с целью изучения дна, Уральского и Ямальского берегов Байдарацкой губы для проектирования подводного перехода газопровода «Бованенково — Ухта».
В 2007 году состоялась длительная 100-суточная комплексная экспедиция в Баренцевом, Карском, Лаптевых и Восточно-Сибирском морях (аббревиатура «БАРКАЛАВ») «Арктического и антарктического научно-исследовательского института» (ГНЦ ААНИИ) Росгидромета «БАРКАЛАВ-2007». Исследования направлены на изучение сезонных циклов характеристик природной среды. В экспедиции участвовали более 30 специалистов, руководитель сотрудник ААНИИ Кузьмин Сергей Борисович.
В 2008 году «Иван Петров» работал по программе «БАРКАЛАВ-2008» в рамках Международного полярного года.
В 2009 году «Иван Петров» участвует в строительстве подводного перехода газопровода «Бованенково — Ухта» через Байдарацкую губу в Карском море.